# Лугове (Володимирський район)
Лугове́ — село в Україні, в Іваничівській селищній громаді Володимирського району Волинської області. Населення становить 240 осіб.

## Географія
Село розташоване на лівому березі річки Луга.

## Історія
Після ліквідації Іваничівського району 19 липня 2020 року село увійшло до Володимир-Волинського району.
Згідно Галицько-Волинського літопису перша згадка про село Лугове датована 1545 роком, тоді воно носило назву Щенятин. Зі спогаду жителя села Фітя О.І. (1910 року народження) відомо, що колись давно у селі жив пан на прізвисько Щенятин, він мав великий маєток і був досить заможним. У нього було двоє синів. Перебуваючи на схилі літ, перед смертю батько заповів синам жити дружно разом і не сваритися. Після смерті пана не було злагоди між синами, вони стали  ворогувати через залишене багатство. Тоді старший  брат вигнав з дому меншого. А менший переправився через річку Лугу і поселився на іншому березі. З того часу коли менший брат пішов від старшого, люди з навколишніх поселень прозвали його місце проживання Малий Щенятин, а де залишився жити старший брат – Великий Щенятин. Поле, на якому проживав менший брат і по сьогодні,  жителі села називають «Валіковим», очевидно, менший брат звався Валентином.
За спогадами старожилів з давніх часів у Луговому  жило багато циган.  
        У серпні 2001 року в селі встановлений пам’ятний хрест, на якому виписані вказані дати історії поселення. Пам’ятний хрест посвятив отець Андрій. Силами жителів села та за кошти благодійних пожертв у Луговому розпочате будівництво церковної каплиці.
Площа території села в межах населеного пункту становить 125,7 га. На сьогодні у селі нараховується 76 дворів, проживає 220 жителів.
         У 1970-х роках у селі відкрився клуб. Згодом клуб у селі закрили та розмістили  фельдшерсько-акушерський пункт.   У цьому закладі на даний час працює Сушик Ірина Вікторівна, фахівець з багаторічним стажем. 
2004 року до села підведений природний газ.
         Село, хоч і невелике, проте живуть у ньому працьовиті та активні люди.  Вони дбають про своє село  та  зберігають  його історію

## Населення
Згідно з переписом УРСР 1989 року чисельність наявного населення села становила 258 осіб, з яких 125 чоловіків та 133 жінки.
За переписом населення України 2001 року в селі мешкало 240 осіб.

### Мова
Розподіл населення за рідною мовою за даними перепису 2001 року:
| Мова       | Кількість | Відсоток |
| ---------- | --------- | -------- |
| українська | 239       | 99.58%   |
| російська  | 1         | 0.42%    |
| Усього     | 625       | 100%     |